# Pruvotfolia
Pruvotfolia is een geslacht van weekdieren uit de klasse van de Gastropoda (slakken).

## Soorten
- Pruvotfolia longicirrha (Eliot, 1906)
- Pruvotfolia pselliotes (Labbé, 1923)
- Pruvotfolia rochebruni Ortea, Moro & Caballer, 2002